# Хосров II Парвіз
Хосро́в II (перс. خسرو, Xusraw; бл. 570 — 28 лютого 628) — шахіншах Іранської імперії (591—628). Останній представник династії Сасанідів на троні. Онук Хосрова I Ануширвана і син Ормізда IV, правнук тюркського кагана Істеми Кагана. Один з найвідоміших шахів Ірану. Виснажив власну державу в ірано-візантійській війні (602—628), внаслідок чого її завоювали араби-мусульмани після його смерті. Прізвисько — Парвез (перс. پرویز‎, «Переможець»).

## Імена
- Хосров II Парвіз (пехл. husraw, xusrav {hwslwb’} 'з доброю славою' від авест. *hu-śraųah — 'Відомий', букв. 'Славнозвісний'; перс. خسرو‎ [Xusraw][1]) — відомий за арабськими джерелами під епітетом як «Парвез»  (перс. پرویز‎ від пехл. Parvēz — «Переможний»).

## Біографія

### Захоплення влади

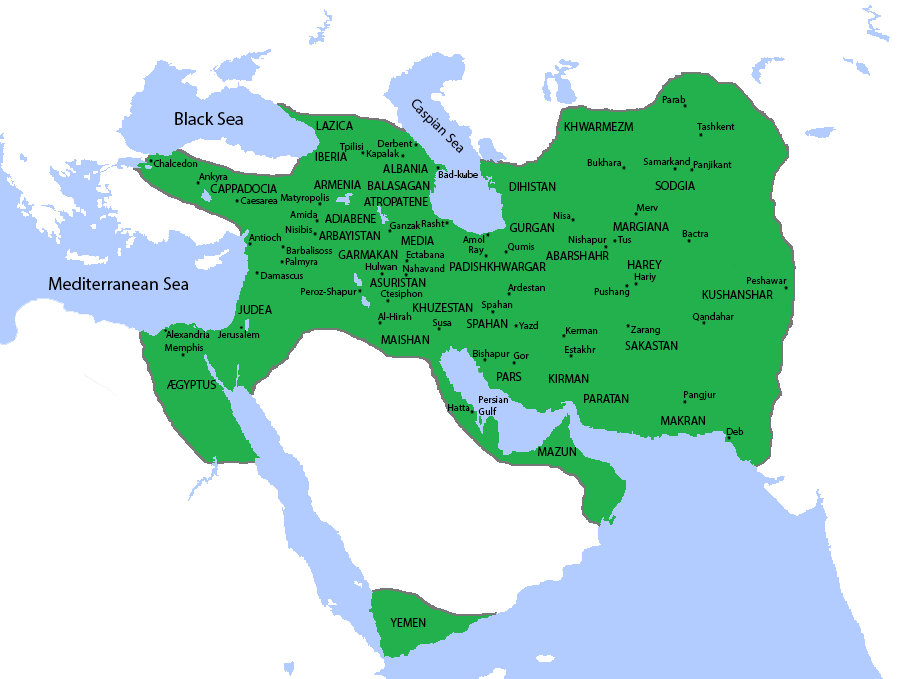
Держава Сасанідів на піку свого розвитку в часи шаха Хосрова II (590—628)

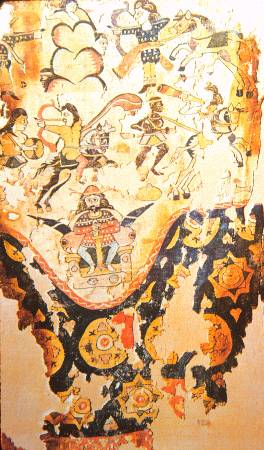
Єгипетський тканий малюнок, який ґрунтується на фресці перського шаха Хосрова II, що бореться з ефіопськими військами в Ємені, V—VI ст.

Народився на початку або в середині 570-х. Його батько, Ормізд був непопулярний у знаті, через привілеї, які він надавав простому народу. У столиці Ктесифоні дядьки царевича Хосрова по матері Біндой та Бістам скинули Хормізда (який був пізніше вбитий у в'язниці) і звели на трон небожа. Відомо, що на момент скинення батька, Хосров перебував в Адурбадагані, але як він туди потрапив не цілком ясно. З тексту «Шахнаме» можна припустити, що у вигляді своєрідної опали Ормізд призначив сина алан-шахом, правителем диких тоді країв між Курою і Араксом (середньовічні історики вказували, що в сасанідський час володіння алан-шаха були на північ від Ардебіля).
Джерела розходяться і на думці, яка була участь Хосрова в засліпленні й убивстві батька. Ат-Табарі вважав, що його привезли в столицю вже після цієї події, Симокатта — що юнак був у Ктесифоні, але нічого не зміг зробити проти, Феофан Візантієць звинувачував Хосрова в тому, що той сам наказав засікти батька до смерті «лісовими прутами».

## Придушення заколоту Бахрама Чубіна

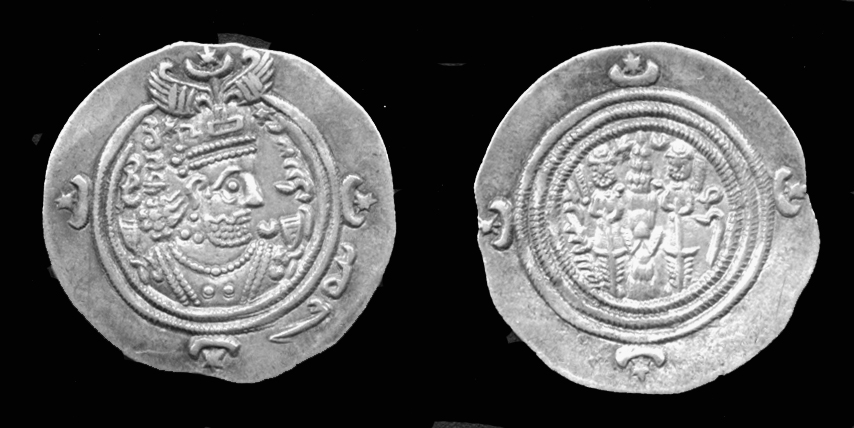
Срібна монета Хосрова II, приблизно 600

За свідченням того ж автора, на троні Хосрову довелося туго. Крім того, що його вважали непрямим винуватцем смерті батька (що не додавало йому популярності), він реально залежав від учасників вбивства (особливий вплив на шаха мали два його дядьки, Віндою і Вістахм), а наймогутніша людина в державі — Баграм Чубін — і не думав про покірність.
Шах викликав Баграма Чубіна до палацу, обіцяючи йому друге місце в державі та повну особисту безпеку, проте Чубін не підкорився. Далі узурпатор запропонував «безрідному» Хосрову залишити трон і в свою чергу обіцяв йому місце правителя однієї з провінцій, якщо той підкориться йому, Баграму. Царські війська були ненадійними і під час вирішального бою біля річки Великий Заб швидко здригнулися і частково розбіглися, а частково здалися ворогові. Як розповідав Фірдоусі, сам Хосров воював до кінця і відступив одним з останніх.
Чубін рушив на Ктесифон, а юний шах і нечисленні вірні йому придворні (історик ад-Дінаварі зберіг їхні імена — дев'ять чоловіків, включаючи Відоя і Вістахма) покинули столицю. Вигнанці прибули у візантійську фортецю Кіркенсіум, потім в Едесу і звідти звернулися до імператора Маврикія.
Хосров просив допомоги (сорокатисячне військо і гроші на його утримання), пропонуючи натомість території в Месопотамії і Вірменії. 
На скликаній імператором раді деякі були проти надання допомоги втікачам. Але імператор не прийняв цю пораду. Він надав вигнанцеві 40 кентинаріїв (1400 кг) золота і дав на допомогу війська на чолі з одним зі своїх полководців — вірменом Нарсом. Ат-Табарі та Фірдоусі розповідають, що він також видав за Хосрова свою дочку Марію (про що грецькі джерела не згадують). Натомість, шах поступився візантійцям значними територіями у Вірменії (землі на північ, захід від озера Ван, тобто три чверті перських володінь там), Іберії і навіть Месопотамії (Мартірополь, Дару).
У битві при Ганзакі в Атурпатакані Баграм Чубін був розбитий і втік у Тюркський каганат, де був гостинно прийнятий своїм колишнім супротивником тюркським каганом. Надавши йому кілька послуг, Баграм став його другом і радником. Стурбований таким поворотом справ, Хосров зумів через свого посла схилити подарунками дружину кагана на змову проти претендента, і найманий вбивця заколов Баграма отруєним кинджалом.

### Заколот Віндоя і Вістахма
Перші роки правління Хосрова II супроводжувалися заворушеннями і бунтами. Величезний вплив на всі справи спочатку мали його дядьки Віндою і Вістахм. Вістахма Хосров поставив правителем Хорасану, Рея і Табаристану, Віндою залишився при дворі, де грав першу роль. Але незабаром шахіншах, підозрюючи Відоя в зраді, велів його стратити (офіційна версія — помста за загибель батька). Той спробував втекти до брата, але був схоплений марзбаном Атурпатаканом і відісланий до Хосрова, який піддав його болісній страті. Вістахм підняв повстання. Зібравши значну армію, він протягом декількох років вів проти Хосрова запеклу боротьбу. Своєю столицею він зробив місто Рей і навіть карбував монети зі своїм ім'ям, Врешті-решт він був убитий одним з високопоставлених тюрків, який послав голову Вістахма шахіншаху. Хорасанський заколот після цього стих сам собою. У той же час від Хосрова відпав Нісібін. Підкорення цього міста вилилося у велику внутрішню війну і зажадало від Хосрова багато сил. Але поступово становище його зміцнювалося: всі заколоти були придушені, знать, що вийшла з-під контролю — упокорена.

### Знищення арабських буферних царств
У 598 ліквідував царську владу в Ємені і призначив туди іранського марзпана. З того часу перси стали втручатися в міжусобиці арабських племен.
У 602 знищив і самостійність буферного царства Лахмідів. Тепер Хіру та інші міста нижнього Євфрату зайняли перські гарнізони. Втім, як скоро з'ясувалося, вони протистояли набігам бедуїнів з набагато меншим ефектом, ніж Лахміди. І приблизно в 604 Іран отримав грізне попередження — загін з кількох тисяч іранців і союзних їм арабів був вщент розгромлений арабами-бедуїнами з племені бану-бакр ібн уаіль на чолі із Хані ібн Кабішем в битві при Зу-Каре. Легенда свідчить, що Мухаммед, почувши про перемогу, вигукнув: «Араби мали підтримку від мене!» Але хто знав тоді, провісником яких грізних подій була та відносно незначна битва?

### Ірано-візантійська війна
У 610 році Візантійську імперію охопила чергова громадянська війна, в результаті якої Фока був повалений і страчений, а константинопольський престол зайняв Іраклій, син правителя (екзарха) візантійської Північної Африки. З формальної точки зору Хосров вже не мав морального права для продовження чвари, бо загибель Маврикія була відомщена. За свідченням вірменського історика єпископа Себеоса, Іраклій послав шахіншаху дари, але Хосров наказав убити послів, мотивуючи це тим, що він, мовляв, звів на ромейський престол Феодосія, сина Маврикія, а Іраклій — самозванець. Війна тривала, і Візантія стояла на краю загибелі. "Іраклій, вступивши на престол, побачив повний занепад в римському управлінні. Європу спустошували варвари, Азію всю зайняли перси, міста полонили, і римське військо на боях винищили. Дивлячись на це, він був в подиві, що йому робити. " Тиск тюрків на східні кордони Ірану ослаб через міжусобиці в каганаті, і, здавалося, ніщо не заважало Хосрову завдати Візантії останнього нищівного удару. Східні володіння Візантійської імперії стрімко скорочувалися. До 613-ого в руках персів були найбільші міста Сходу — Антіохія, Едеса, Дамаск.

### Перемоги іранців у Малій Азії й Єгипті
У 616—619 Шахрвараз зайняв Єгипет — іранці, як і тисячу років тому, оволоділи дельтою Нілу. Величезні багатства, які візантійці намагалися вивезти з Олександрії морем, дісталися загарбникам через сильний шторм, який прибив флот до узбережжя. Нарешті, в 622 пали Анкара і острів Родос. За військові успіхи в кампанії проти Візантійської імперії Хосров II отримав у народу прізвисько Парвіз (Переможний).

### Підтримка шахом несторіанства і багатство шаха
Перси намагалися протиставляти офіційному православному віровченню несторіан і монофізитів, заохочуючи останніх і переслідуючи перших. Утім, під час війни шах не дав дозволу на обрання несторіанського католікоса, і в 609—628 іранські несторіани залишалися без голови своєї церкви.

### Зусилля імператора Іраклія по зміцненню своєї армії
5 квітня 622, на другий день Великодня, з військами, що в значній частині складалися з греків і вірмен (а не як раніше варварів-федератів, погано зарекомендувалих себе в іранськиї кампаніях Маврикія і Фоки), Іраклій відплив в Малу Азію, в Нікомедію. Там підготовка походу перейшла в практичну площину — почалося тренування війська. 
В армії Іраклія з'явилися загони кінних лучників, організованих, найімовірніше, за перським зразком.

### Перемоги візантійців
На початку квітня 623 ромеї вдерлися на територію Ірану через Вірменію. Себеос повідомляє, що чисельність армії Іраклія становила 120 000 осіб. Протягом однієї кампанії Іраклій взяв Двін (столицю Персарменії) і Нахчван, а потім візантійці досягли іранської провінції Атурпатакан. Ганзак, її головне місто, був узятий штурмом, знаменитий храм вогню Атура-Гушнасп знищений. Судячи з усього, цей напад був для персів повною несподіванкою. Скільки-небудь значних сил на півночі країни не було, війська довелося відкликати з заходу і півдня. З Сирії рушив Шахвараз, із заходу, від Халкидона — армія Шахіна, але ромеям вдалося відступити, розоривши в Атурпатакане на своєму шляху все, в межиріччі Кури і Араксу і розташуватися там на зиму. До весни наступного року проти Іраклія діяли три армії шаха під керівництвом полководців Шахрвараза, Шахраплакана і Шахіна, причому останній знаходився в безпосередній близькості від ромейського табору. Відібравши найкращих воїнів, найбільш хоробрих і витривалих, імператор раптовим маршем рушив на Шахіна, розбив його неподалік від нинішнього міста Агдама і рушив на захід, назустріч Шахрваразу. Останній з частиною своєї армії приготував візантійцям засідку біля північних берегів озера Ван, але в нічному бою ледве уникнув загибелі і врятувався «на поганому коні», втративши не тільки воїнів і майна, але і свого гарему.

### Перси і араби осаджують Константинополь
У 625 Іраклій діяв вже у верхній Месопотамії, а потім під натиском іранських військ відійшов до південного узбережжя Чорного моря. Таким чином, безпрецедентний за авантюризмом і вельми успішний похід Іраклія все-таки не привів до стратегічного перелому. Іран як і раніше погрожував столиці Візантійської імперії, і взимку 625/626 року війська Хосрова Парвіза в черговий раз оволоділи азійською стороною Босфору. Шахрвараз сповістив про це аварського кагана і запропонував йому об'єднаними силами напасти на Константинополь у відсутність там імператора, який очолював військовий похід у Прикаспій. Каган порушив мирний договір з Іраклієм, і влітку 626 авари і підлеглі їм слов'яни взяли в облогу візантійську столицю. Облога була невдалою, перське військо так і не змогло переправитися через Босфор, а штурм, здійснений слов'янами та аварами зазнав поразки. Невдача під стінами Константинополя стала поворотним моментом, що призвів до загибелі аварського каганату та Перської держави.

### Прорив візантійців в центральні області Ірану
Восени 627 Іраклій, маючи в рядах своєї армії 40 000 хазарських кіннотників, знову вторгся в Межиріччя. Розпочалася завершальна фаза походу. Хосров відрядив назустріч візантійцям заслін на чолі з вельможею Рахзадом. Той кілька разів повідомляв царю, що поспішно зібране перське військо слабке.
12 000 іранців і набагато перевершуючи їх за чисельністю ромеї зійшлися біля руїн древньої столиці Ассирії — Ніневії. Ініціатива в битві належала Іраклію — він, поспішаючи, поки до ворога не підійшло підкріплення, почав бій у суботу 12 грудня. Війська зійшлися в густому тумані, а коли зійшло сонце, почався жорстокий бій. Іраклій, якому нікуди було відступати і для якого поразка була рівносильна загибелі, особисто керував битвою і бився сам.
На каналі Нахарван, недалеко від столиці, перси все-таки зупинили ромеїв. Іраклій, не бажаючи ризикувати, відійшов далеко на північ, проте непорушний до того часу авторитет Хосрова похитнувся.

### Повсюдне невдоволення шахом

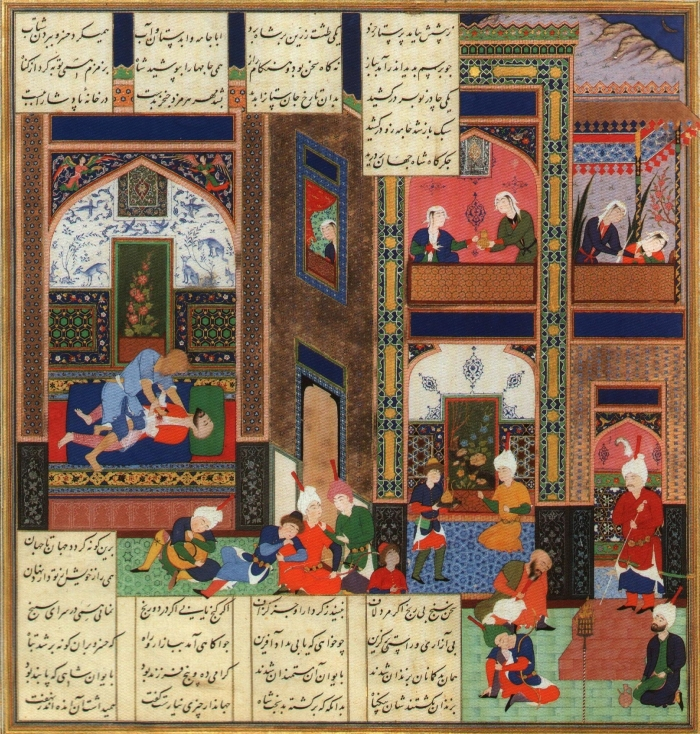
Вбивство Хосрова, монгольський рукопис «Шахнаме» Фірдоусі, близько 1535

Іран був розорений. Важкі війни вимагали величезних людських ресурсів, і податкові надходження вичерпалися. До тих пір, поки йшов військовий грабунок, цього не відчувалося, але як тільки шахські армії стали зазнавати поразок, економіка країни захиталася. Для збереження доходів скарбниці стали стягувати недоїмки тридцятирічної давності. Збір податків не припинявся навіть під час повені 628-ого року в Месопотамії.
Придворні, які хотіли врятувати ув'язнених родичів, організували проти Хосрова змову. Його очолив старший син царя Кавад Шіруйе — Хосров збирався віддати трон не йому, а Марданшаху, синові від Ширін. У супроводі кількох сотень добре озброєних вершників і звільнених з-під варти смертників, Шіруйе виступив проти батька. До заколоту прилучився натовп столичних жителів.
Шахіншах знаходився в віх-Ардашир, коли змовники підійшли і оточили замок. Відчувши недобре, свита що знаходилася з Хосровом, покинула його — у всякому разі, коли змовники увірвалися в резиденцію царя, захищати останнього виявилося нікому. Люди Шіруйе зловили його в квітнику і посадили під варту. З мішком на голові Парвіза перепровадили в замок одного з марзпанів, а через деякий час вбили (29 лютого 628 року).

## Релігійна політика
Згідно з поширеним мусульманському переказами, в самому кінці правління Парвіза, Мухаммед звернувся з пропозицією прийняти іслам до ряду арабських шейхів, царя Аксума, августа Єгипту Георгія та імператора Іраклія, а з іранського боку правителя-гассаніда і самого Хосрова. Погодився лише сасанідський намісник Бахрейну, а сам шах наказав повісити послів. У книзі «Ноуруз-наме», автором якої нині вважають Омара Хаяма, міститься розповідь про те, що Хосров сильно розгнівався на те, що лист від Мухаммеда не було запечатано: «Лист без печатки — як голова без Кулаха, а голові без Кулаха не личить [бути присутньою] на радах». Відтоді Мухаммед носив кільце з печаткою і посилав свої листи тільки запечатаними.
Своєрідність особистості Хосрова II проявлялося також в релігійній сфері. Ним побудований величезний храм Анахіти в Кангаварі, недалеко від Керманшаху, несхожий на звичайні зороастрійські храми. У цей час іранське образотворче мистецтво відчуває сильний вплив Візантії, і зороастрійські образи уподібнюються християнським. Дві дружини Хосрова були християнками: дочка Маврикія Марія і сирійка Ширін, прославлена в пізнішій поетичній традиції. Шахіншах призначав католікоса Селевкії-Ктесифона; згідно вірменського історика Себеос, після взяття Єрусалиму Хосров навіть був суддею в офіційно влаштованому диспуті між трьома основними гілками християнства в його імперії: несторіанами, монофісітами і православними («халкедонітамі»); перемогу і свою підтримку він віддав монофісітам і змусив кожного християнина Ірану дотримуватися Нікейського Символу віри. У відносинах між зороастрійцями і християнами Хосров наказав кожному дотримуватися законів батьківської віри, відрікатися від яких заборонялося як тим, так і іншим. У його ж царювання в країні починає поширюватися іслам. Мухаммед звертався з проповіддю в посланнях до Іраклію і до Хосрову. Шахіншах велів повісити послів, які принесли йому це послання. Втім, саме він знищив буферне арабське царство Лахмідів, чим сприяв пізнішому завоювання Ірану «воїнами пророка». Іншою обставиною, що полегшила це завоювання, була смута, яка запанувала в Ірані після повалення Хосрова.
При ньому було страчено Анастасія Перського.

## У літературі

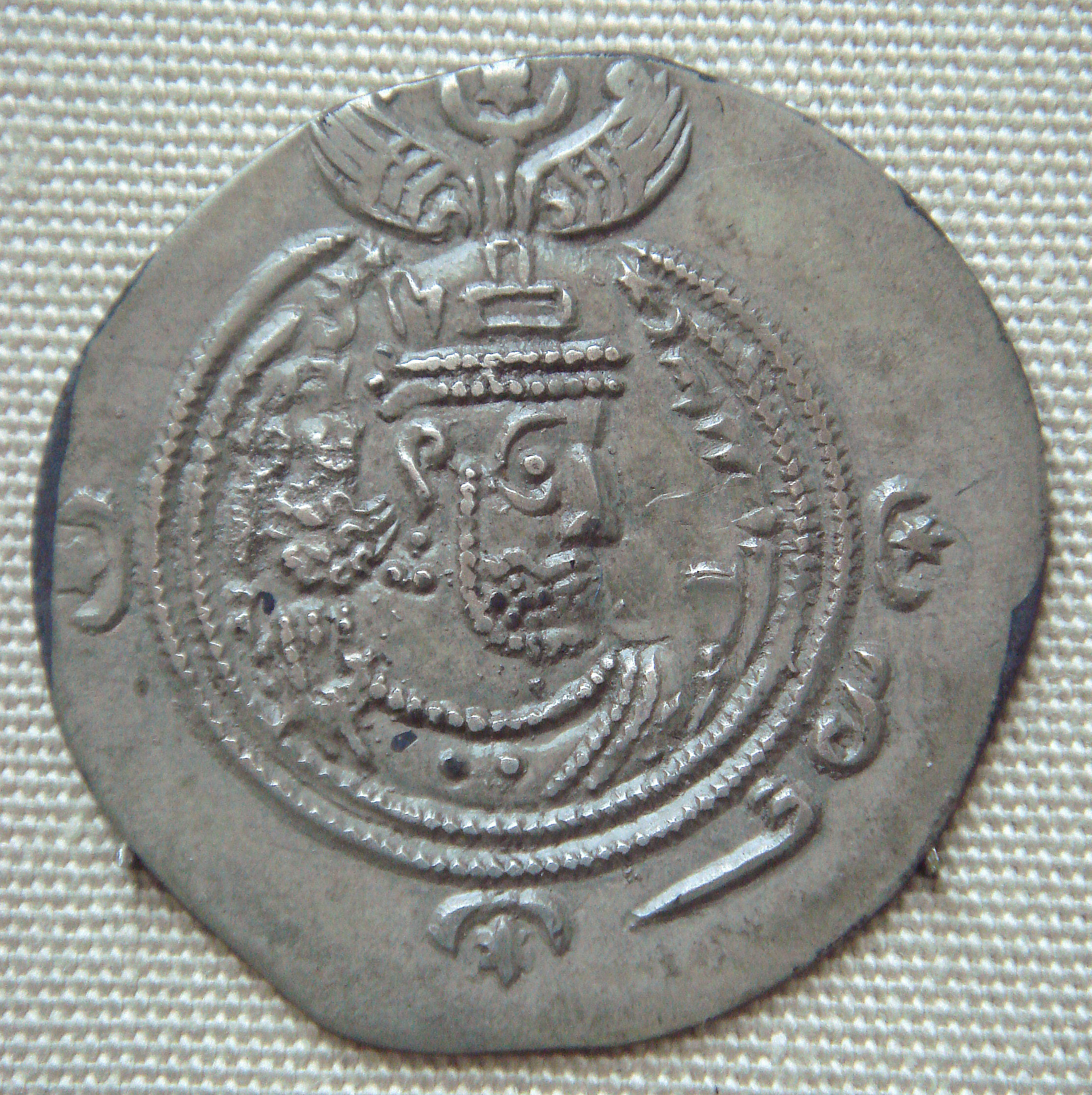
Монета Хосрова II Парвіза

Хосров II Парвіз, разом з Арташиром I Папаканом, Хосровом I Анушірваном і Бахрамом V Гуром, привертав до себе виняткову увагу як пехлевійських, так і персомовних авторів тюркських держав (Фірдоусі, Нізамі й інші), А також арабської і тюркської літературної традиції («Тисяча й одна ніч», Алішер Навої). Хосров постає невіддільним від навколишньої розкоші, вишуканості і могутності, а також від прекрасної Ширін, і є, таким чином, уособленням цієї доісламської культури Ірану перед її падінням.